# Havarikommissionen for Civil Luftfart og Jernbane
55°25′58.6″N 11°48′25.4″Ø / 55.432944°N 11.807056°Ø
Havarikommissionen for Civil Luftfart og Jernbane, ofte også upræcist bare omtalt som Havarikommissionen, er en fast bemandet havarikommission under Transportministeriet, der undersøger havarier og hændelser på luftfartsområdet i Danmark, Grønland og Færøerne samt ulykker og hændelser på jernbaneområdet i Danmark. Kommissionen kan også deltage i udenlandske undersøgelser, hvis danske passagerer eller et dansk registreret fly eller tog er involveret i ulykken.
Kommissionens placerer ikke skyld eller ansvar, men skal gennem uvildige undersøgelser komme med anbefalinger (rekommandationer) udelukkende for at forebygge havarier og ulykker i fremtiden. Anbefalinger gives til relevante myndigheder, som i Danmark typisk er Trafikstyrelsen. Inden for luftfart gives de også til European Aviation Safety Agency (EASA), som på visse områder varetager en fælles europæisk myndighedsrolle. Indenfor jernbaneområdet samarbejder kommissionen med European Rail Agency (ERA).
Kommissionens opgaver om undersøgelse af havarier og ulykker er fastlagt i "Lov om luftfart" og "Jernbaneloven". I 2022 var budgettet på 14,1 mio kr.